# Trinity and United States Realty Buildings
El Trinity Building, diseñado por Francis H. Kimball y construido en 1905, con una adición de 1907,: 1  y Kimball's United States Realty Building de 1907,: 1  ubicado respectivamente en 111 y 115 Broadway en el Financial District de Manhattan, son dos de los primeros rascacielos de Nueva York. De inspiración gótica, ambos son Hitos de la de Nueva York. El Trinity Building queda adyacente al cementerio de la neogótica iglesia de la Trinidad de Richard Upjohn y reemplazó una estructura de Upjohn de 1853 del mismo nombre.: 3  Anteriormente se encontraba en el extremo oeste de la trama la Van Cortlandt Sugar House, una prisión británica donde soldados estadounidenses estuvieron detenidos durante la Guerra de Independencia.

## Trinity Building de 1853

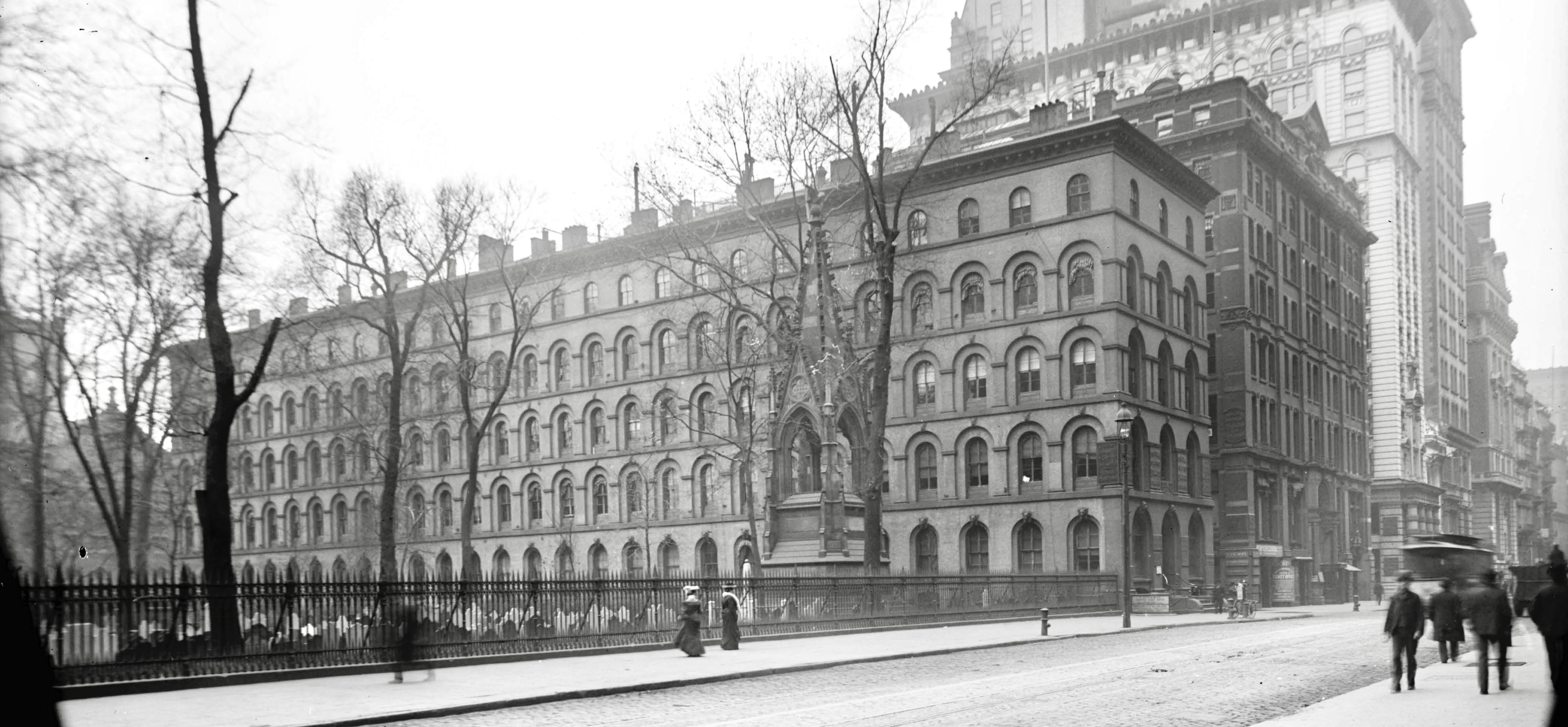
El Trinity Building de 1853 (edificio largo) y el Boreel Building (a su derecha) en 1902. Los edificios a su derecha han sido reemplazados por Zucotti Park.

La Van Cortlandt Sugar House, en la esquina sureste de Thames Street y Trinity Place, contigua al Trinity Churchyard, fue demolida en 1852.
La Van Cortlandt Sugar House ocupaba el extremo occidental de una estrecha franja de tierra que bordeaba el cementerio, midiendo 12 m en Broadway, 14 m en Trinity Place, 79 m a lo largo del cementerio y 80 m en Thames Street. También demolido ese año fue el Hotel New England en 111 Broadway, en el extremo este de la franja. Era una estructura de marco, que se decía que era la preferida por los dependientes y los vendedores ambulantes en el comercio de productos secos, que se centraba en ese vecindario en ese momento.
Un comerciante de productos secos, HB Claflin, junto con sus asociados, reemplazó la Van Cortlandt Sugar House y el hotel por un nuevo edificio, enorme para su época, ocupa toda la franja: cinco pisos neorrománicos de ladrillo amarillento con adornos de terracota, excepto el sótano, que fue tallado en piedra rojiza.: 46 
El sótano estaba debajo de Broadway pero sobre Trinity Place, debido a la pendiente del terreno, y se entregó completamente a la tienda de productos secos de Claflin, Mellin & Company. Su entrada estaba cerca de Trinity Place en Thames Street, pero los otros pisos se ingresaban desde Broadway. "Además de la escalera había un amplio pozo de pozo de arriba abajo, que respondía tanto con el propósito de ventilación como de luz". Aunque el nuevo edificio no tenía ningún vínculo con la iglesia, lo llamaron Trinity Building.
A fines de mayo de 1853, casi todo el espacio estaba alquilado, a pesar de los altos alquileres. El piso superior fue ocupado por Toppan, Carpenter, Casilear & Company, los grabadores, como taller. Tappan & Company, una agencia mercantil, tenía una oficina de una sola habitación que ocupaba la mitad del segundo piso. El resto del edificio se dividió en pequeñas oficinas. La tienda se mudó en 1861.
Richard Upjohn trasladó su oficina al edificio y en 1857 fue uno de los fundadores del Instituto Americano de Arquitectos, que se estableció allí.: 46  Desde 1892, las salas de ventas de bienes raíces de Nueva York tenían habitaciones en el sótano del Trinity Building. En su sala se llevó a cabo toda la cancha y la mayoría de las demás subastas de subastas de esa época. El negocio inmobiliario de Peter F. Meyer & Co. - Richard Croker y Peter F. Meyer - tuvo oficinas en el edificio casi continuamente durante 43 años. Muchos abogados prominentes también tenían oficinas allí. Cuando finalmente se vació el edificio el 30 de abril de 1903, se publicó una lista de personas y empresas con sus nuevas direcciones; comprendía más de 130 nombres, en su mayoría abogados y empresas inmobiliarias.

## Empresa de construcción y bienes raíces de los Estados Unidos
En 1901, Harry S. Black, que acababa de hacerse cargo de George A. Fuller Company de manos de su difunto suegro, estableció United States Realty and Construction Company, una poderosa organización de desarrollo con algunos de los nombres más importantes de Nueva York. raíces, incluidos Robert Dowling, Henry Morgenthau, Cornelius Vanderbilt y Charles F. Hoffman. Luego adquirió un gran porcentaje de George A. Fuller Company (contratista general para estas comisiones) y la bien establecida New York Realty Corporation, entre otras participaciones. La corporación se formó para combinar tres funciones: comprar bienes raíces para inversión y venta, erigir edificios a través de George A. Fuller Company y reunir capital para hacer ambas cosas.
Para su primer gran proyecto, compró el antiguo Trinity Building. Los edificios Trinity y US Realty se concibieron originalmente como edificios de oficinas independientes para ser erigidos simultáneamente.: 4  Pero las demoras en la adquisición detuvieron ese proyecto, y US Realty siguió adelante con un edificio de 21 pisos en el sitio del Trinity Building, 12 m de ancho y 88,3 m de alto. La pared norte del Trinity Building se dejó en ladrillo utilitario, por lo que el edificio podría ampliarse: 4  En realidad, se construyeron con dos años de diferencia y no como estructuras idénticas. Para lograr la máxima exposición a la luz para ambos rascacielos con un mínimo de oficinas interiores, se planeó que los edificios se erigieran en sitios iguales de bloques completos. Sin embargo, para asegurar sitios iguales, se necesitaba el consentimiento municipal para mover la Thames Street existente aproximadamente 8,5 m hacia el norte y cerrar permanentemente la mitad sur de Temple Street de dos cuadras de largo, que originalmente corría entre las calles Thames y Liberty., dividiendo el sitio del US Realty Building. La ciudad concedió estos cambios, con la condición de que Thames Street se ensanchara de 7,5 a 9 m.: 5 

## Diseño
El encargo para el diseño de ambos fue encomendado a Francis H. Kimball, un devoto y prolífico renacentista gótico que fue uno de los primeros defensores del estilo neogótico para edificios de oficinas. Estos se encuentran entre los primeros rascacielos de inspiración gótica en Nueva York. Aquí el estilo establece una relación de simpatía entre el rascacielos y su vecino del Renacimiento gótico temprano, Trinity Church y Churchyard.
Ambos edificios son losas largas y estrechas de 20 pisos sin contratiempos. Sus huellas son ligeramente irregulares y no idénticas. Las dimensiones de Trinity son aproximadamente 21 m en Broadway, 22,5 m en Trinity Place, 79 m a lo largo del cementerio y 80,4 m a lo largo de Thames Street. Las dimensiones de US Realty son 18,5 m en Broadway, 82,2 m en Thames Street y 83,8 en Cedar Street. Los sótanos están debajo de Broadway pero por encima de Trinity Place, ya que el sitio se inclina hacia abajo 3,3 m.: 5  El sótano de US Realty se extiende debajo de la acera de Broadway hasta la línea de la acera. También hay una escalera fuera de la línea del edificio a un espacio comercial en el sótano. Los sótanos y los primeros pisos se destinan principalmente al comercio minorista.: 10  La elevación sur está a nivel con el cementerio elevado.: 5 
Ambos edificios tienen una conexión directa con la estación de Wall Street de la Línea de la Avenida Lexington del Metro de Nueva York. Una entrada de metro desde la calle está construida en la fachada de Broadway de Trinity.: 10 
Los sótanos están revestidos de granito, y sobre ellos el muro cortina es de piedra caliza de Indiana ricamente ornamentada con una amplia variedad de gárgolas. Las fachadas tienen una forma tripartita: base de cuatro pisos, eje de 13 pisos y capitel de cuatro pisos. Las elevaciones de Broadway del edificio de 1905 y US Realty son simétricas e idénticas en diseño, excepto que la primera es más estrecha. Con la adición de la extensión de 1907, la fachada de la Trinidad se volvió asimétrica.: 1,5 
En 1912, se erigió una adición revestida de cobre en una parte del techo del edificio de bienes raíces de EE. UU. Como segundo piso para el nuevo Lawyers Club. El mismo año, se agregó una pasarela sobre Thames Street que conecta los techos. Diseñado por Kimball, el puente tiene una estructura de acero y paneles de hierro forjado ornamentales con un patrón de cuatrifolio.: 7 : 1 

## Construcción
Kimball había desarrollado una técnica en el Teatro Fifth Avenue con Steel Framing de 1891-92 para construir cimientos con cilindros de hormigón hundidos por medios mecánicos, que fue un precursor del posterior sistema de cajones neumáticos de construcción de cimientos de rascacielos. El seminal Manhattan Life Insurance Building de 1893–94, de 17 pisos, de Kimball y su socio en ese momento, George Kramer Thompson, se le atribuye ser el primer rascacielos con una estructura completa de hierro y acero, colocado sobre pozos de cimentación (aunque el frente muro de mampostería era portante).: 224 
Los cimientos del Trinity Building de 1905, instalado a principios de 1904, constan de 50 cajones, 32 de madera y 18 de acero. Estos cajones se hundieron a través de arenas movedizas hasta el lecho de roca, a una profundidad promedio de 24 m por debajo del bordillo, y pueden haber sido los cimientos más profundos jamás puestos en Nueva York hasta ese momento. Los cajones y columnas que forman el muro norte fueron diseñados con anticipación a la ampliación, con el fin de obviar la construcción de una nueva línea de cajones para el mismo. Se hicieron conexiones con esas columnas en 1906 y se hundieron diecisiete cajones adicionales.
Los cimientos del US Realty Building consisten en 70 pozos de cimentación. El lecho rocoso debajo de US Realty se alcanzó a 23 m. Esta fundación y la extensión de Trinity se iniciaron en junio de 1906 y prácticamente terminaron en agosto, 60 días, un logro sin igual. En promedio, se emplearon 500 hombres. construcción del acero comenzó el 26 de octubre de 1906 y terminó el 28 de enero de 1907. La colocación de piedras comenzó el 23 de noviembre de 1906 y se completó, a pesar del clima severo, el 18 de abril. Estos dos edificios no solo establecieron récords mundiales de rapidez de construcción, sino que también se consideraron las estructuras comerciales más costosas de la historia, con un total de 15 millones de dólares, incluido el terreno.: 5 

## Historia posterior
Durante décadas después de 1907, de las cuatro grandes fachadas, solo una era visible desde una distancia de más de 10 m: el lado sur del Trinity Building, que recubre el cementerio abierto. El lado norte de Cedar Street de 10 m de ancho estaba ocupado por edificios hasta el límite de la propiedad (vea los mapas de "Moving Thames Street"). Sin embargo, a principios de la década de 1970, esos edificios fueron demolidos y reemplazados por Zuccotti Park (entonces llamado Liberty Plaza Park), lo que hizo que 115 Broadway fuera tan visualmente prominente como 111.: 5 
Ambos edificios fueron designados como hitos por la Comisión para la Preservación de Monumentos Históricos de Nueva York el 7 de junio de 1988.: 1 : 1  Los espacios interiores del vestíbulo fueron renovados a partir de 1987 por Swanke Hayden Connell Architects. Además, también se han limpiado todos los exteriores.En 2017, se presentó una solicitud al Departamento de Transporte de la ciudad para convertir Thames Street en una plaza peatonal.: 12 